# Beginenhof Lier

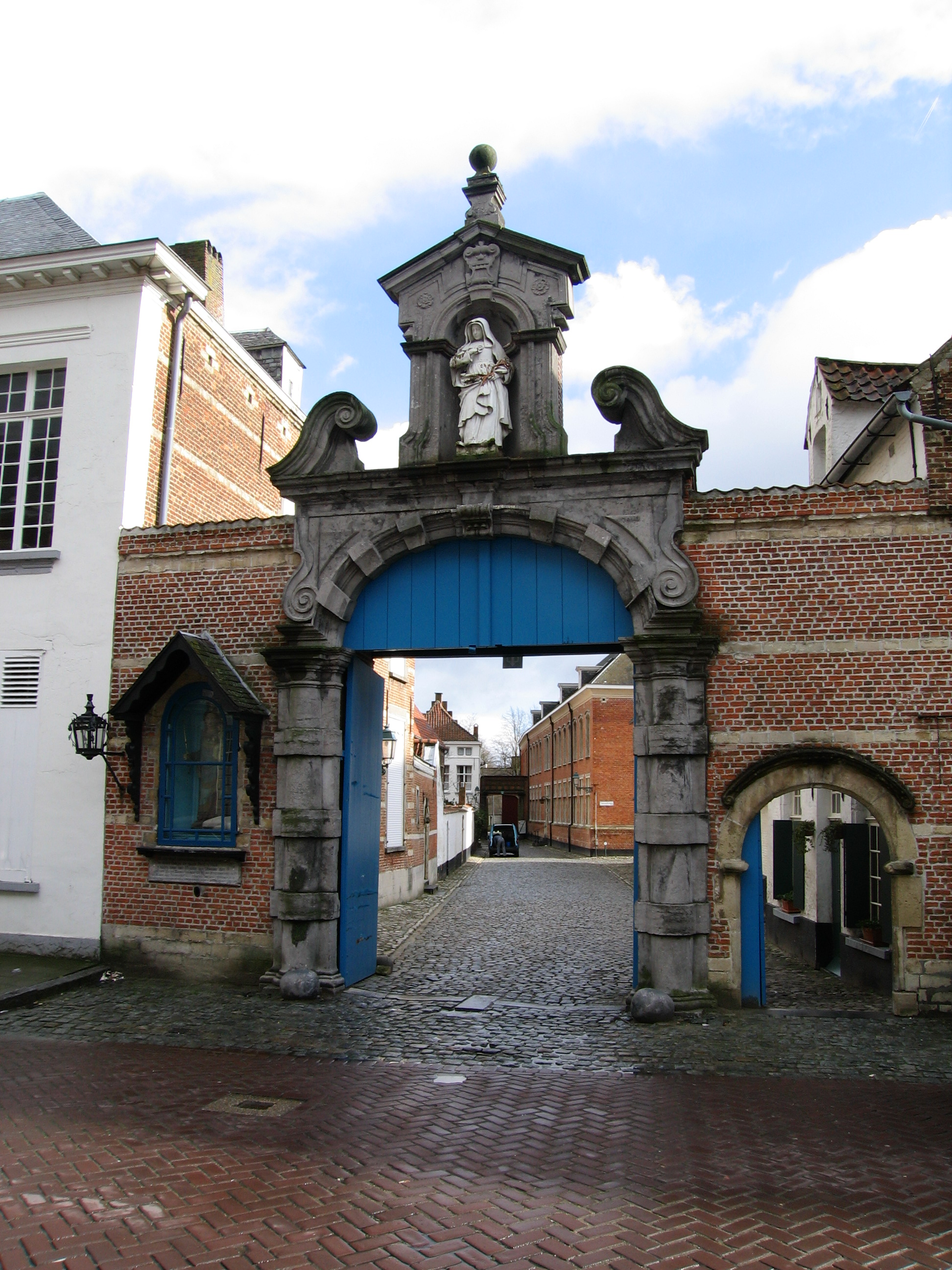
Beginenhof Lier

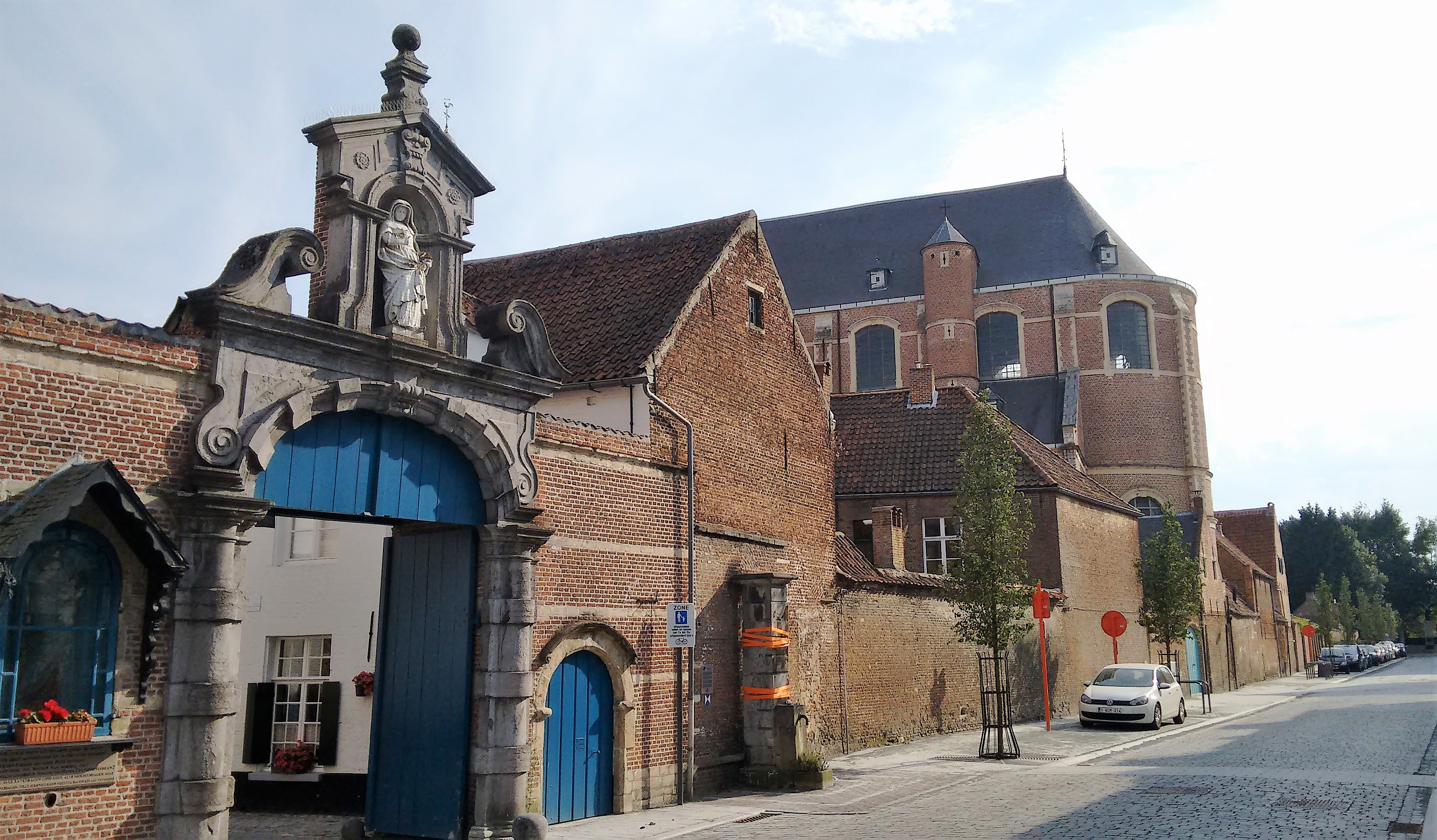
Torbauwerk mit Chor der Beginenhofkirche im Hintergrund

Der Beginenhof Lier (niederländisch Begijnhof Lier) ist ein typisches Beispiel für einen Straßenbeginenhof und befindet sich in Lier, in der belgischen Provinz Antwerpen.

## Geschichte
Der Beginenhof von Lier ist einer der drei ältesten in Brabant und wurde vermutlich in der ersten Hälfte des 13. Jahrhunderts gegründet Ursprünglich lebten die Beginen nicht in dem Bereich, der heute als Beginenhof bezeichnet wird, sondern bildeten eine freie Gemeinschaft an verschiedenen Orten, wo sie in Enthaltsamkeit und Armut lebten. Ihre freie Zeit verbrachten sie mit Gebet und Meditation. Der große Durchbruch der Beginenhöfe kam nach den Kreuzzügen, in der Mitte des 13. Jahrhunderts, als viele Frauen zusammenlebten. In Lier begannen um 1258 einige unverheiratete Frauen spontan, außerhalb der ersten Mauer in der Nähe des heutigen Beginenhofs zusammenzuleben, der damals ein Jagdschloss des Herzogs von Brabant war. Um 1200 sollen drei Schwestern mehrere Gebäude im heutigen Beginenhof gestiftet haben, um einen Wohnsitz für geistliche Töchter zu errichten. Diese Stiftung erhielt von Aleidis, der Gemahlin Heinrichs III. ein Gebäude, das sich neben den bereits bestehenden Gebäuden befand. So entstand der Lütticher Beginenhof. Im Jahr 1258 wurde der Beginenhof unter dem Schutz von Aleidis, der Gemahlin Heinrichs III., zu einer eigenständigen Pfarrei erhoben, die den Beginen eine eigene Kirche und einen eigenen Priester zugestand. Im Jahr 1274 nahm Herzog Johann I. den Beginenhof von Liers unter seinen Schutz. Dies wurde später von Herzog Johann II. und Philipp dem Guten fortgesetzt. Zwischen 1389 und 1430 wurde der Beginenhof in die Stadtmauern integriert. Der Beginenhof wurde im Laufe der Jahrhunderte mehrmals von Bränden und Plünderungen heimgesucht.
Der Beginenhof hat seinen Ursprung im 13. Jahrhundert, die meisten Häuser stammen jedoch aus dem 17. und frühen 18. Jahrhundert. In den 1990er Jahren wurden große Teile restauriert. So wurde beispielsweise die östliche Grachtkant (Kanalseite) komplett erneuert, einschließlich der Innenräume der Häuser. Die vordere Fassade ist dem Beginenhof zugewandt, während die hintere Fassade (die an die Kleine Nete angrenzt) völlig fensterlos ist.
Der heutige Beginenhof ist etwa 2 Hektar groß.
Die letzte Begine, Schwester Agnes, verließ das Kloster 1984 im Alter von 85 Jahren und verstarb 1994.

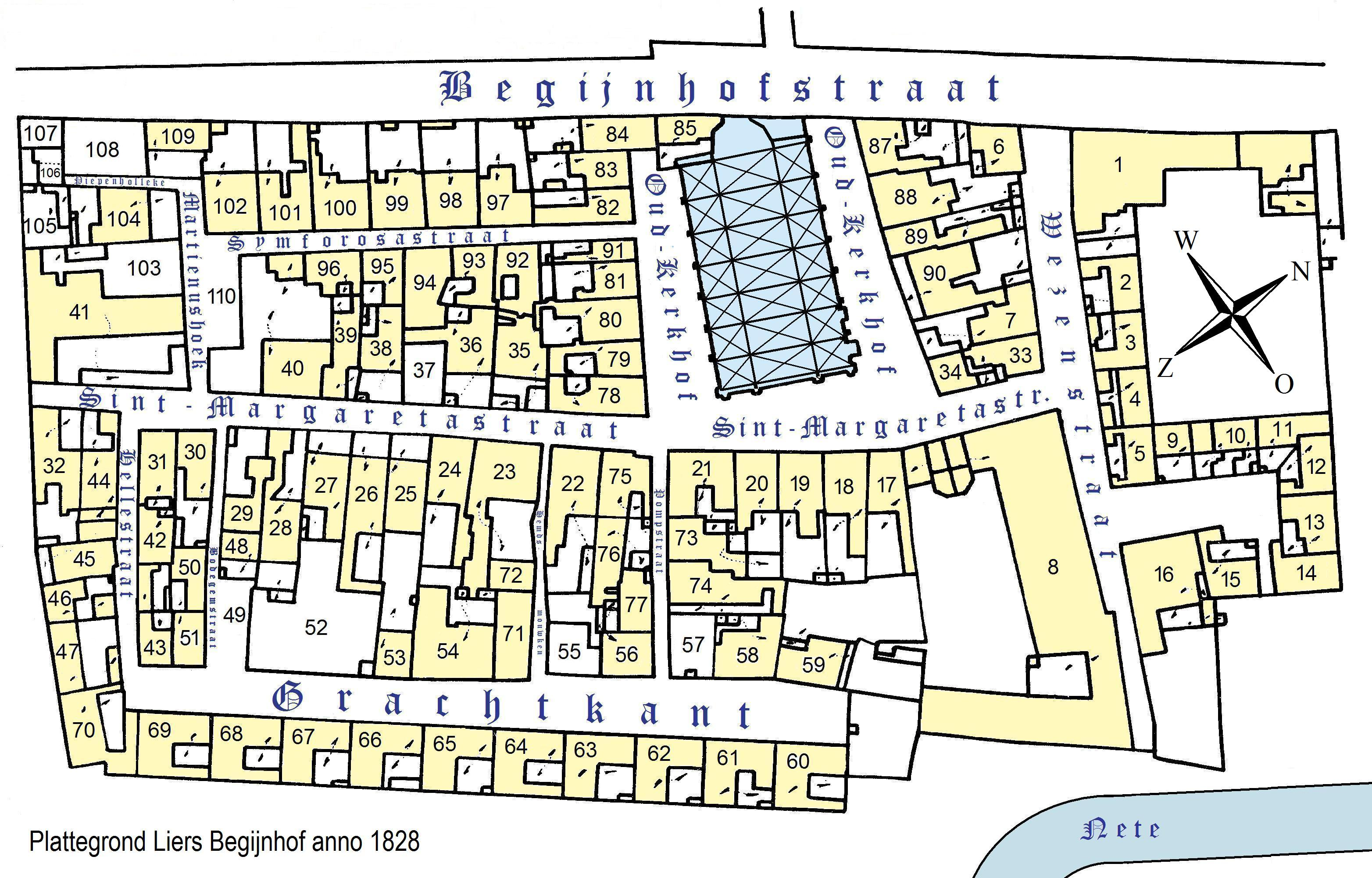
Straßenplan des Beginenhofs Liers anno 1828

## Architektur
Das doppelte Barocktor mit der Statue der Heiligen Begga des Bildhauers M.J. d’Heur aus dem Jahr 1777 an der Spitze ist der Zugang zum Beginenhof, der noch heute vollständig eingefriedet ist. Bis zum Ende des Zweiten Weltkriegs wurden beide Tore bei Sonnenuntergang geschlossen. Wer zu spät kam, musste an der Nachtpforte läuten. Zwei Beginen bewohnten das Pförtnerhaus auf der rechten Seite des Tores.
Der Beginenhof hat 92 Beginenhäuser. Da Hausnummern früher unbekannt waren, benannten die Beginen ihre Häuser auch nach einem Heiligen oder einer biblischen Szene, wie die Stalleken van Bethlehem, Vijf Wondekens, Wijngaert des Heren, de Calvarieberg und Het Soete Naemken. Auch die Krankenstation aus dem Jahr 1760 ist noch vorhanden. Bei einem Brand im Jahr 1970 erlitt sie erhebliche Schäden, wurde aber vollständig restauriert und in Wohnungen umgewandelt.
Der Hemdsmouwken (deutsch Hemdsärmel) war ursprünglich eine Feuerschneise und trägt aufgrund seiner besonderen Form, die an der einen Seite nur 98 cm breit ist, seinen Namen zu Recht.

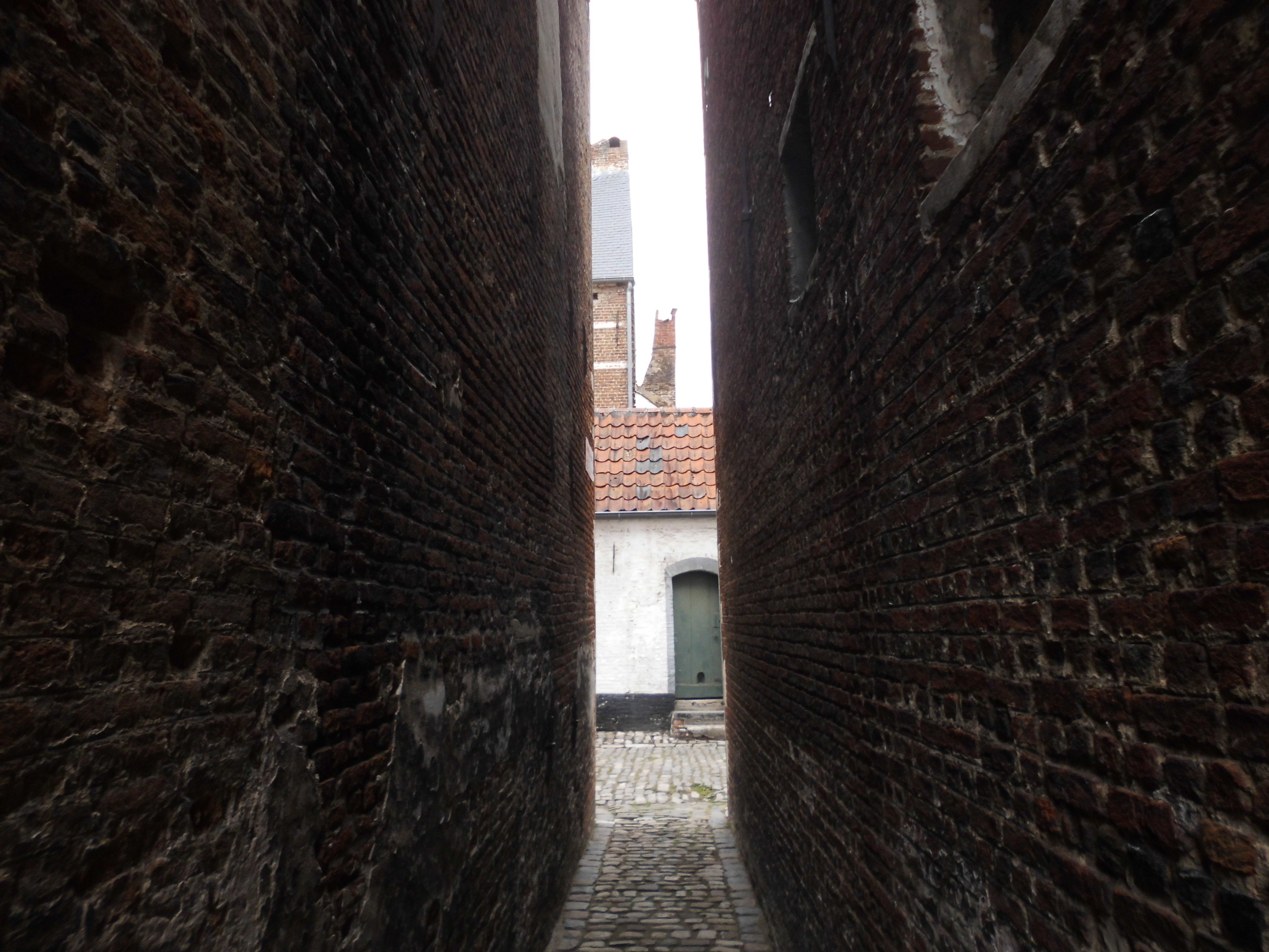
Hemdsmouwken in Lier, die schmalste Straße in Lier

Auf der Rückseite befindet sich der Konvent aus dem Jahr 1595, die Ausbildungsstätte für die Novizen.
Der Name der Hellestraatje hat nichts mit der Hölle zu tun, sondern mit Hang. Neben der Straße ist der Damm der zweiten Stadtmauer Helde (Helm). Hier befindet sich das Ruusbroechhuisje, ein Haus ohne Obergeschoss, wie es ursprünglich viele Beginenhöfe gewesen sein müssen, aber aus Holz und mit einem Strohdach. Gegenüber dem Haus befindet sich ein kleiner Garten mit einem Zaun davor, wie bei den meisten Beginenhöfen in der Vergangenheit.

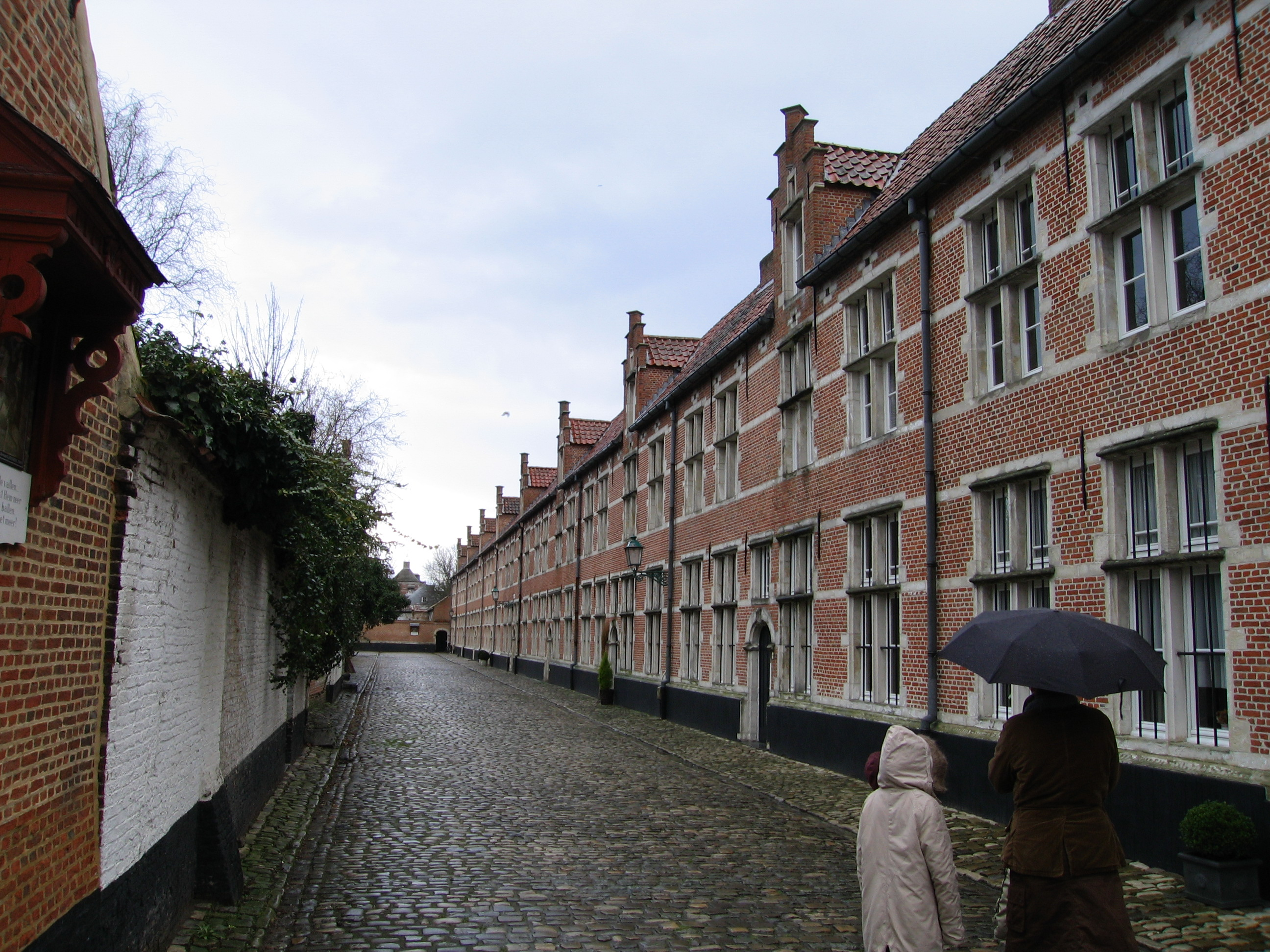
Die Grachtkant im Lierer Beginenhof

Die Grachtkant war die letzte Erweiterung des Beginenhofs um 1720. Der Häuserblock wurde in fünf Jahren im regionalen Brabanter Stil erbaut: Ziegelsteine und Fensterstürze aus weichem weißen Stein. Die Häuser sind geräumig und haben vier Fenster im unteren Bereich. Sie wurden von wohlhabenden oder adligen Damen bewohnt.
Die dreischiffige St.-Margaretha-Kirche hat eine Barockfassade aus dem 17. Jahrhundert, die im 18. Jahrhundert entstand. Das Presbyterium (ca. 1690) befindet sich in der Begijnhofstraat und grenzt an den Beginenhof. Kreuzwegstationen sind über den gesamten Beginenhof verstreut. Diese Bilder wurden 1773 von Van de Richstal gemalt und 1949 von Bernard Janssens restauriert. 2019 wurden die Originalbilder durch neue Gemälde ersetzt. Es ist der einzige erhaltene Kreuzweg in Belgien, der noch unter freiem Himmel erhalten ist.

## Varia

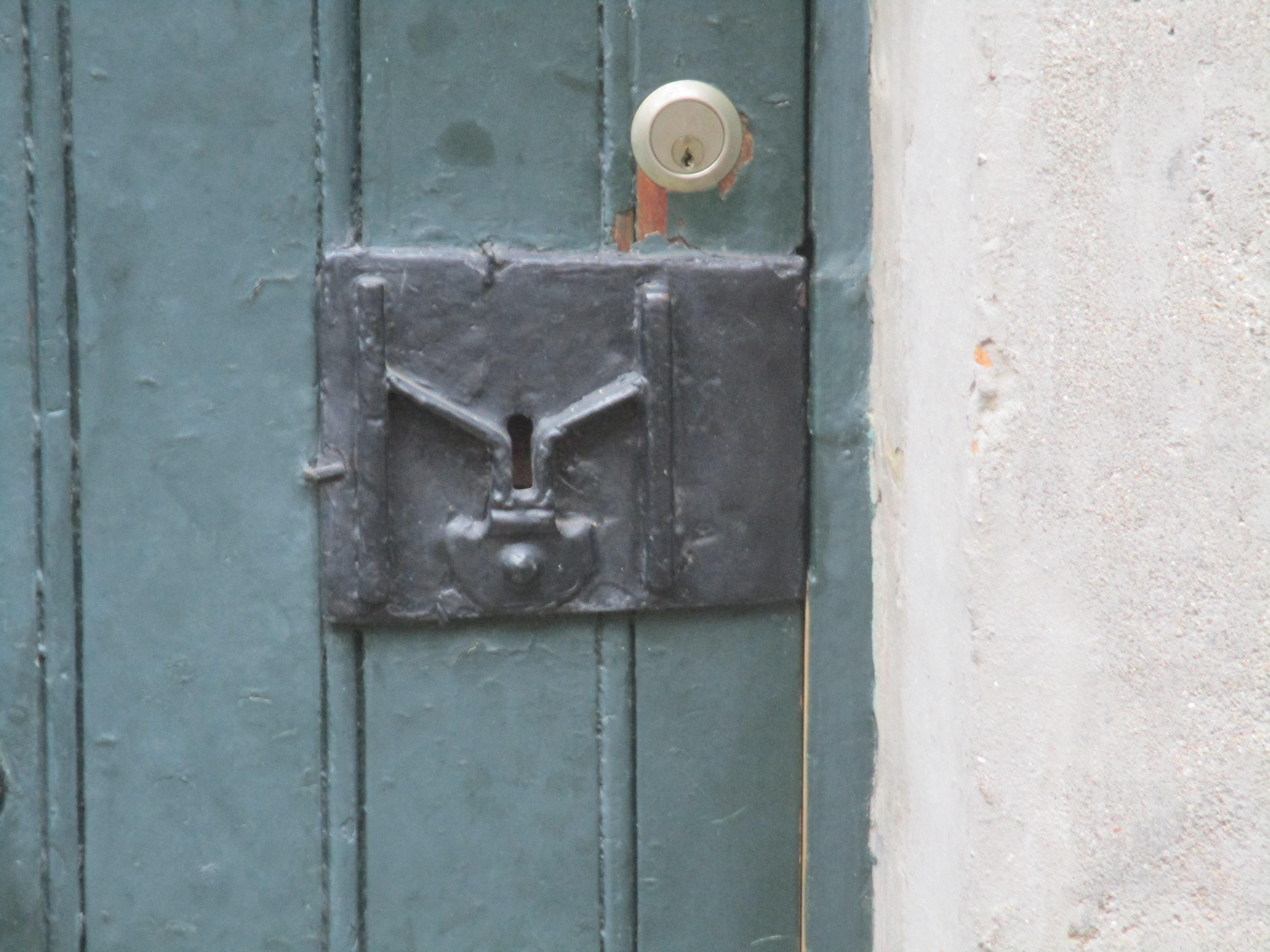
Säuferschloss unten (schwarzes Schloss) im Vergleich zu einem gewöhnlichen modernen Schloss (oben)

Der Beginenhof von Lier war eine der großen Inspirationsquellen für den Schriftsteller Felix Timmermans, der ihm den Spitznamen „die Mandelbohne von Lier“ („d’amandelboon van Lier“) gab.
Fünf historische Krimis von Lydia Verbeeck spielen ebenfalls in und um den Beginenhof von Lier.
An mehreren Türen findet sich ein besonderes Schloss, das sogenannte Säuferschloss (niederländisch dronkenmansslot), das aber, anders als der Name vermuten lässt, nichts damit zu tun hat, dass es Betrunkenen hilft, ihren Schlüssel ins Schlüsselloch zu stecken. Dieses Schloss wurde so gestaltet, um das Auffinden des Schlüssellochs im Dunkeln zu erleichtern, obwohl es Zweifel an dieser Erklärung gibt und die Ornamente auf den Schlössern möglicherweise auch rein ästhetischer Natur sein könnten.

## Welterbe
Zusammen mit zwölf anderen flämischen Beginenhöfen wurde der Beginenhof Lier am 2. Dezember 1998 in die Liste des Weltkulturerbes der UNESCO aufgenommen.